# Goderdzi Machaidze
Goderdzi Machaidze (in georgiano გოდერძი მაჩაიძე?; Tbilisi, 17 luglio 1992) è un calciatore georgiano, difensore del Rožňava.

## Carriera

### Club
Ha giocato nella massima serie dei campionati georgiano e bulgaro.